# Lista de prefeitos de Belo Horizonte
Esta é uma lista de prefeitos do município de Belo Horizonte, capital do estado de Minas Gerais.
Compreende todas as pessoas que tomaram posse definitiva da chefia do executivo municipal em Belo Horizonte e exerceram o cargo como prefeitos titulares, além de prefeitos eleitos cuja posse foi em algum momento prevista pela legislação vigente. Prefeitos em exercício que substituíram temporariamente o titular não são considerados para a numeração, mas estão citados em notas, quando aplicável.
O cargo de prefeito foi instituído em 1897, quando a cidade foi fundada como Cidade de Minas, tendo Adalberto Dias Ferraz da Luz como seu primeiro prefeito, nomeado pelo então Presidente do Estado de Minas Gerais, Crispim Jacques Bias Fortes. Em 1901, o município teve seu nome alterado para Belo Horizonte, e os prefeitos continuaram sendo nomeados, em sua maioria, pelo governo estadual.
Durante a Era Vargas, prevaleceu a prática de nomeação de prefeitos, realizada por decreto do governo provisório, interventores estaduais ou federais. Mesmo após o fim do Estado Novo em 1945, a nomeação dos prefeitos foi mantida até 1947, quando a Constituição do Estado de Minas Gerais de 1947 restabeleceu a autonomia municipal. Essa constituição, em seu artigo 82
, determinou a escolha de prefeitos, vice-prefeitos e vereadores por votação direta e secreta, inclusive no município de Belo Horizonte. A primeira eleição direta para prefeito de Belo Horizonte foi realizada no mesmo ano, marcando o início de um novo ciclo na administração municipal.
Entre 1967 e 1986, exerceram o cargo principalmente prefeitos que, após serem nomeados pelos governadores estaduais, necessitavam de aprovação da Assembleia Legislativa: eram popularmente apelidados de "biônicos", e eram filiados a Aliança Renovadora Nacional (ARENA), hoje Partido Progressista (PP). 
Com a redemocratização, tornaram a ser escolhidos em eleições diretas os prefeitos da capital mineira, em período de quatro anos, cabendo uma reeleição subsequente desde 1997.
Desde março de 2025 o prefeito de Belo Horizonte é Álvaro Damião, do União Brasil, devido ao falecimento de Fuad Noman em 26 de março de 2025.

## Lista de prefeitos de Belo Horizonte[1]
Legenda
| Cor    | Significado                                                                                  |
| Verde  | Mandatários titulares eleitos por votação direta                                             |
| Marrom | Vice-prefeito em exercício                                                                   |
| Azul   | Mandatários eleitos indiretamente, ou representantes do Poder Legislativo e Poder Judiciário |
| Bege   | Mandatários nomeados diretamente pelo governo central                                        |

| Nº | Nome                               | Imagem                         | Partido                                          | Início do mandato       | Fim do mandato                                                                                | Observações                                                                                 |
| 1  | Adalberto Luz                      |                                | Partido Republicano Mineiro PRM                  | 29 de dezembro de 1897  | 6 de setembro de 1898                                                                         | Prefeito nomeado                                                                            |
| 2  | Américo Werneck                    |                                | Partido Republicano Mineiro PRM                  | 9 de setembro de 1898   | 27 de outubro de 1898                                                                         | Prefeito nomeado                                                                            |
| 3  | Venceslau Brás                     |                                | Partido Republicano Mineiro PRM                  | 27 de outubro de 1898   | 1º de fevereiro de 1899                                                                       | Prefeito nomeado                                                                            |
| 4  | Francisco Antônio de Sales         |                                | Partido Republicano Mineiro PRM                  | 1º de fevereiro de 1899 | 2 de setembro de 1899                                                                         | Prefeito nomeado, renunciou                                                                 |
| 5  | Venceslau Brás                     |                                | Partido Republicano Mineiro PRM                  | 2 de setembro de 1899   | 12 de setembro de 1899                                                                        | Secretário de Estado assumindo interinamente                                                |
| 6  | Bernardo Pinto Monteiro            |                                | Partido Republicano Mineiro PRM                  | 12 de setembro de 1899  | 7 de setembro de 1902                                                                         | Prefeito nomeado                                                                            |
| 7  | Francisco Bressane de Azevedo      |                                | Partido Republicano Mineiro PRM                  | 7 de setembro de 1902   | 28 de outubro de 1905                                                                         | Prefeito nomeado                                                                            |
| -  | Cícero Ribeiro Ferreira Rodrigues  |                                | PRM                                              | 20 de abril de 1905     | 10 de maio de 1905                                                                            | Assumiu interinamente devido a licença do titular                                           |
| 8  | Antônio Carlos Ribeiro de Andrada  |                                | Partido Republicano Mineiro PRM                  | 28 de outubro de 1905   | 7 de setembro de 1906                                                                         | Prefeito nomeado                                                                            |
| 9  | Benjamin Jacob                     |                                | Partido Republicano Mineiro PRM                  | 7 de setembro de 1906   | 16 de abril de 1909                                                                           | Prefeito nomeado                                                                            |
| 10 | Benjamin Franklin Silviano Brandão |                                | Partido Republicano Mineiro PRM                  | 16 de abril de 1909     | 9 de setembro de 1910                                                                         | Prefeito nomeado                                                                            |
| 11 | Olintho Deodato dos Reis Meirelles |                                | Partido Republicano Mineiro PRM                  | 9 de setembro de 1910   | 7 de setembro de 1914                                                                         | Prefeito nomeado                                                                            |
| 12 | Cornélio Vaz de Melo               |                                | Partido Republicano Mineiro PRM                  | 7 de setembro de 1914   | 7 de setembro de 1918                                                                         | Prefeito nomeado                                                                            |
| 13 | Afonso Vaz de Melo                 |                                | Partido Republicano Mineiro PRM                  | 7 de setembro de 1918   | 7 de setembro de 1922                                                                         | Prefeito nomeado                                                                            |
| 14 | Flávio Fernandes dos Santos        |                                | Partido Republicano Mineiro PRM                  | 7 de setembro de 1922   | 7 de setembro de 1926                                                                         | Prefeito nomeado                                                                            |
| -  | Francisco Luís da Silva Campos     |                                | Partido Republicano Mineiro PRM                  | 7 de setembro de 1926   | 16 de setembro de 1926                                                                        | Secretário de Estado assumindo interinamente                                                |
| 15 | Cristiano Machado                  |                                | Partido Republicano Mineiro PRM                  | 16 de setembro de 1926  | 28 de novembro de 1929                                                                        | Prefeito nomeado                                                                            |
| 16 | Alcides Lins                       |                                | Partido Republicano Mineiro PRM                  | 28 de novembro de 1929  | 7 de setembro de 1930                                                                         | Prefeito nomeado                                                                            |
| 17 | Luís Barbosa Gonçalves Pena        |                                | Partido Republicano Mineiro PRM                  | 7 de setembro de 1930   | 13 de julho de 1933                                                                           | Prefeito nomeado                                                                            |
| -  | Otávio Goulart Pena                |                                | PRM                                              | 13 de julho de 1933     | 15 de dezembro de 1933                                                                        | Prefeito nomeado interinamente devido a licença médica do titular                           |
| 18 | José Soares de Matos               |                                | Partido Republicano Mineiro PRM                  | 15 de dezembro de 1933  | 5 de abril de 1935                                                                            | Prefeito nomeado                                                                            |
| 19 | Otacílio Negrão de Lima            |                                | Partido Republicano Mineiro PRM                  | 5 de abril de 1935      | 16 de abril de 1938                                                                           | Prefeito nomeado                                                                            |
| 20 | José Osvaldo de Araújo             |                                |                                                  | 16 de abril de 1938     | 16 de abril de 1940                                                                           | Prefeito nomeado                                                                            |
| 21 | Juscelino Kubitschek               |                                |                                                  | 16 de abril de 1940     | 5 de novembro de 1945                                                                         | Prefeito nomeado                                                                            |
| 22 | João Gusman Júnior                 |                                | Partido Social Democrático PSD                   | 5 de novembro de 1945   | 2 de fevereiro de 1946                                                                        | Prefeito nomeado                                                                            |
| -  | Heráclito Mourão de Miranda        |                                |                                                  | 3 de fevereiro de 1946  | 5 de fevereiro de 1946                                                                        | Prefeito nomeado interinamente                                                              |
| 23 | Pedro Laborne Tavares              |                                | Partido Progressista PP                          | 6 de fevereiro de 1946  | 12 de agosto de 1946                                                                          | Prefeito nomeado                                                                            |
| 24 | Gumercindo do Couto e Silva        |                                | Partido Progressista PP                          | 14 de agosto de 1946    | 20 de dezembro de 1946                                                                        | Prefeito nomeado                                                                            |
| 25 | Emídio Beruto                      |                                | Partido Trabalhista Brasileiro PTB               | 21 de dezembro de 1946  | 19 de março de 1947                                                                           | Prefeito nomeado                                                                            |
| 26 | João Franzen de Lima               |                                | União Democrática Nacional UDN                   | 19 de março de 1947     | 12 de dezembro de 1947                                                                        | Prefeito nomeado                                                                            |
| 27 | Otacílio Negrão de Lima            |                                | Partido Republicano PR                           | 12 de dezembro de 1947  | 31 de janeiro de 1951                                                                         | Prefeito eleito em sufrágio universal em 1947                                               |
| 28 | Américo Renné Giannetti            |                                | União Democrática Nacional UDN                   | 31 de janeiro de 1951   | 6 de setembro de 1954                                                                         | Prefeito eleito em sufrágio universal em 1950 falecido durante o mandato                    |
| 29 | Sebastião de Brito                 |                                | Partido Social Progressista PSP                  | 6 de setembro de 1954   | 31 de janeiro de 1955                                                                         | Vice-Prefeito eleito em sufrágio universal. Assumiu após o falecimento do titular           |
| 30 | Celso Mello de Azevedo             |                                | União Democrática Nacional UDN                   | 31 de janeiro de 1955   | 31 de janeiro de 1959                                                                         | Prefeito eleito em sufrágio universal em 1954                                               |
| 31 | Amintas Ferreira de Barros         |                                | Partido Social Democrático PSD                   | 31 de janeiro de 1959   | 31 de janeiro de 1963                                                                         | Prefeito eleito em sufrágio universal em 1958                                               |
| 32 | Jorge Carone Filho                 |                                | Partido Social Democrático PSD                   | 31 de janeiro de 1963   | 31 de janeiro de 1965                                                                         | Prefeito eleito em sufrágio universal em 1962                                               |
| 33 | Oswaldo Pieruccetti                |                                | Aliança Renovadora Nacional ARENA                | 31 de janeiro de 1965   | 31 de janeiro de 1967                                                                         | Prefeito eleito indiretamente pela Câmara                                                   |
| 34 | Luís Gonzaga de Sousa Lima         |                                | Aliança Renovadora Nacional ARENA                | 31 de janeiro de 1967   | 17 de março de 1971                                                                           | Prefeito nomeado                                                                            |
| 35 | Oswaldo Pieruccetti                |                                | Aliança Renovadora Nacional ARENA                | 18 de março de 1971     | 8 de abril de 1975                                                                            | Prefeito nomeado                                                                            |
| 36 | Luiz Verano                        |                                | Aliança Renovadora Nacional ARENA                | 8 de abril de 1975      | 3 de abril de 1979                                                                            | Prefeito nomeado                                                                            |
| 37 | Maurício Campos                    |                                | Partido Democrático Social PDS                   | 3 de abril de 1979      | 14 de maio de 1982                                                                            | Prefeito nomeado                                                                            |
| 38 | Júlio Arnoldo Laender              |                                | Partido Democrático Social PDS                   | 14 de maio de 1982      | 12 de abril de 1983                                                                           | Prefeito nomeado                                                                            |
| 39 | Hélio Garcia                       |                                | Partido do Movimento Democrático Brasileiro PMDB | 12 de abril de 1983     | 14 de agosto de 1984                                                                          | Prefeito nomeado                                                                            |
| 40 | Antônio Carlos Flores Carone       |                                | Partido do Movimento Democrático Brasileiro PMDB | 14 de agosto de 1984    | 23 de agosto de 1984                                                                          | Prefeito substituto                                                                         |
| 41 | Rui José Viana Lage                |                                | Partido do Movimento Democrático Brasileiro PMDB | 23 de agosto de 1984    | 1º de janeiro de 1986                                                                         | Prefeito nomeado                                                                            |
| 42 | Sérgio Ferrara                     |                                | Partido do Movimento Democrático Brasileiro PMDB | 1º de janeiro de 1986   | 1º de janeiro de 1989                                                                         | Prefeito eleito em sufrágio universal.                                                      |
| 43 | Pimenta da Veiga                   |                                | Partido da Social Democracia Brasileira PSDB     | 1º de janeiro de 1989   | 1º de abril de 1990                                                                           | Prefeito eleito em sufrágio universal. Renunciou ao cargo para disputar o Governo Estadual. |
| 44 | Eduardo Azeredo                    |                                | Partido da Social Democracia Brasileira PSDB     | 1º de abril de 1990     | 1º de janeiro de 1993                                                                         | Vice-Prefeito eleito em sufrágio universal. Assumiu após renúncia do titular.               |
| 45 | Patrus Ananias                     |                                | Partido dos Trabalhadores PT                     | 1º de janeiro de 1993   | 1º de janeiro de 1997                                                                         | Prefeito eleito em sufrágio universal.                                                      |
| 46 | Célio de Castro                    |                                | Partido Socialista Brasileiro PSB                | 1º de janeiro de 1997   | 1º de janeiro de 2001                                                                         | Prefeito eleito em sufrágio universal.                                                      |
| 46 | Célio de Castro                    | 1º de janeiro de 2001          | Partido Socialista Brasileiro PSB                | 8 de novembro de 2001   | Prefeito reeleito em sufrágio universal. Renunciou por motivo de saúde.                       |                                                                                             |
| 47 | Fernando Pimentel                  |                                | Partido dos Trabalhadores PT                     | 8 de novembro de 2001   | 1º de janeiro de 2005                                                                         | Vice-prefeito eleito, assumiu o cargo devido à renúncia do titular.                         |
| 47 | Fernando Pimentel                  | 1º de janeiro de 2005          | Partido dos Trabalhadores PT                     | 1º de janeiro de 2009   | Prefeito reeleito em sufrágio universal.                                                      |                                                                                             |
| 48 | Marcio Lacerda                     |                                | Partido Socialista Brasileiro PSB                | 1º de janeiro de 2009   | 1º de janeiro de 2013                                                                         | Prefeito eleito em sufrágio universal.                                                      |
| 48 | Marcio Lacerda                     | 1º de janeiro de 2013          | Partido Socialista Brasileiro PSB                | 1º de janeiro de 2017   | Prefeito reeleito em sufrágio universal.                                                      |                                                                                             |
| 49 | Alexandre Kalil                    |                                | Partido Humanista da Solidariedade PHS           | 1º de janeiro de 2017   | 1º de janeiro de 2021                                                                         | Prefeiro eleito em sufrágio universal.                                                      |
| 49 | Alexandre Kalil                    | Partido Social Democrático PSD | 1º de janeiro de 2021                            | 29 de março de 2022     | Prefeito reeleito em sufrágio universal. Renunciou ao cargo para disputar o Governo Estadual. |                                                                                             |
| 50 | Fuad Noman                         |                                | Partido Social Democrático PSD                   | 29 de março de 2022     | 1° de janeiro de 2025                                                                         | Vice-Prefeito eleito em sufrágio universal. Assumiu após a renúncia do titular.             |
| 50 | Fuad Noman                         | 1° de janeiro de 2025          | Partido Social Democrático PSD                   | 26 de março de 2025     | Prefeiro eleito em sufrágio universal, falecido durante o mandato.                            |                                                                                             |
| 51 | Álvaro Damião                      |                                | União Brasil                                     | 26 de março de 2025     | Atual                                                                                         | Vice-Prefeito eleito em sufrágio universal. Assumiu após o falecimento do titular.          |